# 多聚莱
多聚莱（法語：Dozulé，法語發音：[dɔzyle] ⓘ）是法国卡尔瓦多斯省的一个市镇，属于利雪区。

## 地理
多聚莱（49°13'54"N, 0°2'37"W）面积5.23 平方千米，位于法国诺曼底大区卡爾瓦多斯省，该省份为法国西北部沿海省份，北濒大西洋英吉利海峡，东北与滨海塞纳省以海上边界相接，东临厄尔省，南至奧恩省，西与芒什省接壤。
与多聚莱接壤的市镇（或旧市镇、城区）包括：昂热维尔、欧日地区伯夫龙、欧日地区克里克维尔、格朗格、欧日地区皮托、圣茹安、圣莱热迪博。

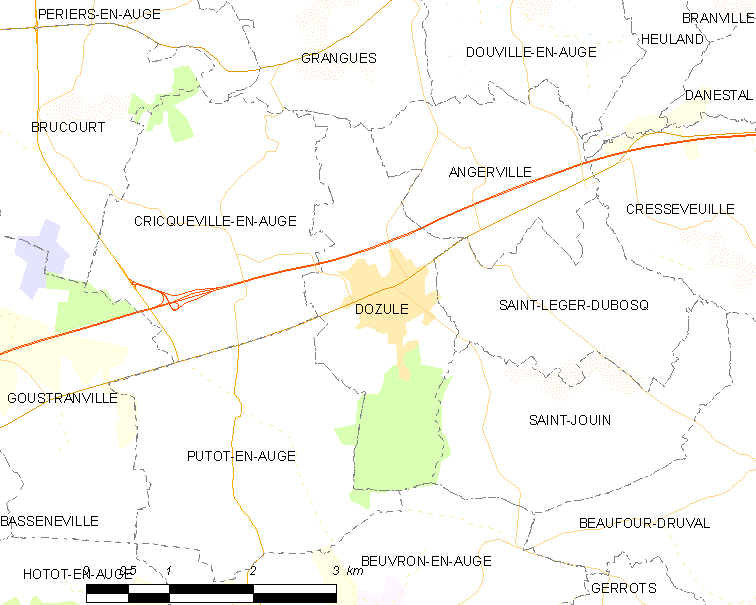
多聚莱的OSM定位图

多聚莱的时区为UTC+01:00、UTC+02:00（夏令时）。

## 行政
多聚莱的邮政编码为14430，INSEE市镇编码为14229。

## 政治
多聚莱所属的省级选区为卡堡县。

## 人口

1962-2008年间多聚莱人口变化图示

多聚莱于2022年1月1日时的人口数量为2279人。